# Albert Lortzing
Albert Lortzing (teljes nevén Albert Gustav Lortzing, Berlin, 1803. október 23. – Berlin, 1851. január 21.) német romantikus zeneszerző, librettista, énekes, karmester, a német nyelvű opera nagy alakja.

## Életpályája
Apja, Johann Gottlieb Lortzing eredetileg bőrkereskedő volt. Feleségével, Charlotte Sophie-val megalapították a berlini Urania színtársulatot, amellyel sokat vándoroltak. 1811-ben Breslauban játszottak az ottani színházban, 1813-ban Bamberg, Coburg, Strasbourg és Freiburg következett. Albert 12 évesen lépett először színpadra: az előadások szünetében komikus versekkel szórakoztatta a közönséget. A család 1817-ben Josef Derossi társulatához csatlakozott, és Bonn, Aachen, Düsseldorf, Bréma, valamint Köln színpadain léptek fel. Pályáját tenorénekesként kezdte 1819-ben, később zeneszerzéssel foglalkozott. 1824. január 30-án feleségül vette Rosina Regine Ahles színésznőt. Tizenegy gyermekük született. 1826-ban Detmoldban éltek. A detmoldi együttes Münsterben, és Osnabrückben is fellépett. Lortzing Osnabrückben csatlakozott a szabadkőművesekhez. Detmoldban komponálta Die Himmelfahrt Christi című oratóriumát. Főleg vígoperái („Spieloper”) voltak sikeresek. Cár és ács című vígoperáját először 1837. december 11-én mutatták be Lipcsében. Peter Iwanow szerepét maga a szerző énekelte. A művet ma is gyakran előadják. A vadorzó című vígoperája (1842) Budapesten először 1894-ben került színre. Sikerei ellenére sokat vándorolt és nélkülözött. 1844-ben a Stadttheater Leipzig, 1845 és 1847 között a Theater an der Wien, majd 1850-ben – az újonnan megnyitott – Friedrich-Wilhelmstädtisches Theater karmestereként működött.
A túlhajszolt művész 1851-ben szülővárosában halt meg.

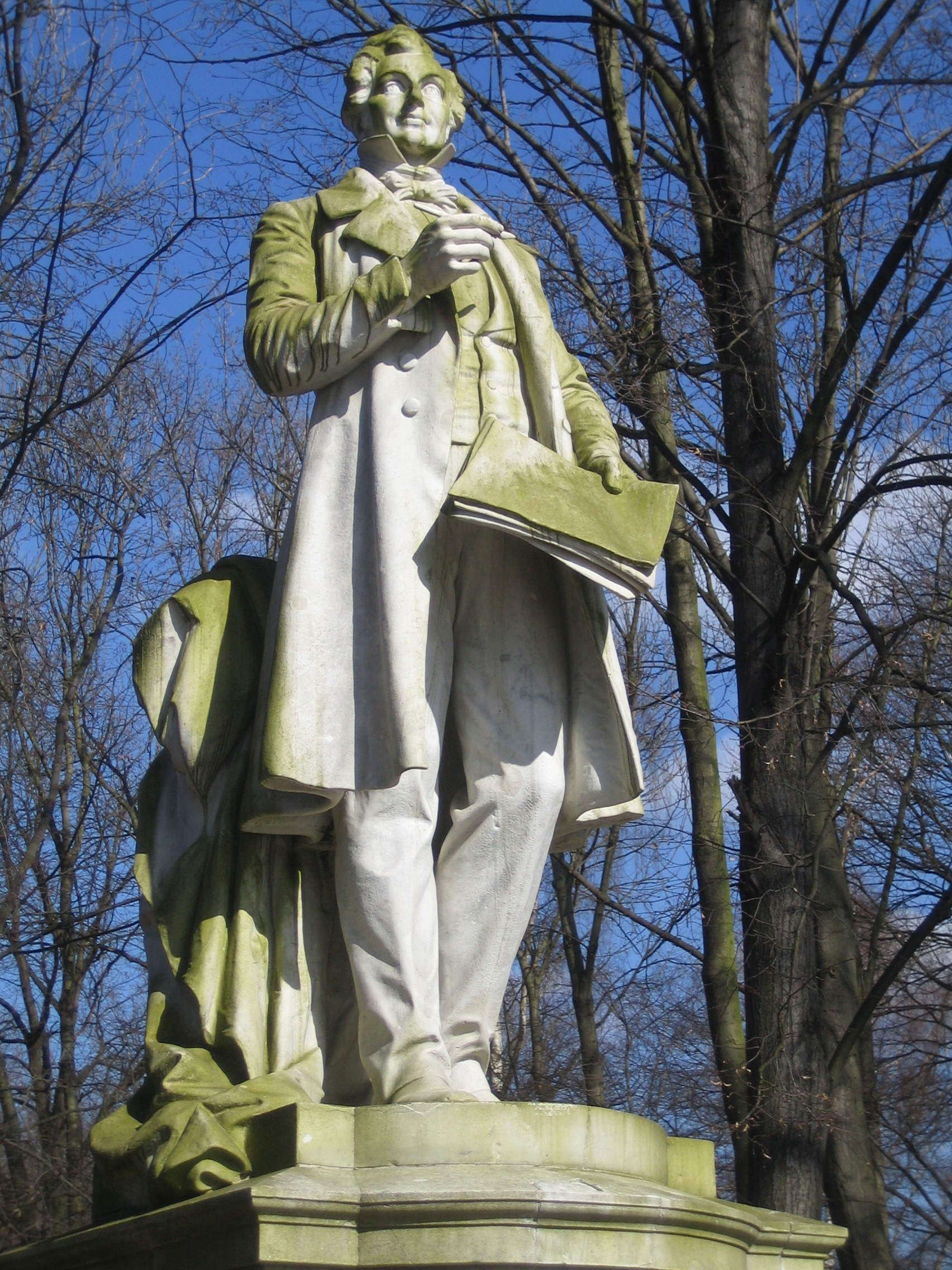
Lortzing szobra, Gustav Eberlein alkotása, Tiergarten, Berlin

## Művei (válogatás)
- Die Himmelfahrt Christi , oratórium, (Münster, 1828)
- Szenen aus Mozarts Leben (Münster, 1832)
- Der Weihnachtsabend (Münster, 1832)
- Die beiden Schützen (Lipcse, 1837)
- Cár és ács (Zar und Zimmermann) (Lipcse, 1837)
- Hans Sachs (Lipcse, 1840)
- Casanova (Lipcse, 1841)
- A vadorzó (Der Wildschütz) (Lipcse, 1842)
- Undine (Magdeburg 1845)
- A fegyverkovács (Der Waffenschmied) (Bécs, 1846)
- Die Opernprobe (Frankfurt, 1851)

## Magyarul
- A fegyverkovács. Vígopera; ford. Radó Antal; Pfeifer, Bp., 1891 (A Magyar Királyi Operaház könyvtára)
- A vadorzó. Vígopera; szöveg, zene Albert Lortzing, ford. Ábrányi Emil; Müller Ny., Bp., 1894